# Абба (граф Фризии)
Абба (Альфбад; нидерл. Abba, Alfbad; умер в 786) — первый христианский граф, правивший Фризией в VIII веке. С 777 года он управлял землёй Остерго (которая ныне находится на территории нидерландской провинции Фрисландия) от имени франкского короля Пипина Короткого.
Абба вышел из фризской военной верхушки, которая процветала во времена франкского сюзеренитета. Возможно, он был потомком фризского короля Радбода. В 734 году Фрисландию завоевали франки и присоединили её к своему королевству, после чего при покровительстве майордома Карла Мартелла (на дочери которого Абба женился) в языческой стране стали насаждать христианство. Эту же политику продолжали и преемники Карла Мартелла, короли Франкского государства Пипин Короткий и Карл Великий. Заметную роль в этом процессе играла местная знать и сам Абба.